# Crystal Clarke
Crystal Clarke (* 1993 oder 1994 in Essex County, New Jersey) ist eine US-amerikanische Schauspielerin.

## Leben
Crystal Clarke wuchs in ihrem Geburtsort Essex County in New Jersey auf. Ihre Familie hat karibische Wurzeln. Die Mutter stammt aus Trinidad und der Vater aus Guyana. Sie besuchte die Newark Arts High School und schloss diese 2011 ab. In ihrer Jugend fühlte sie sich als Person of Color in ihrer Gegend benachteiligt. So entschloss sie sich, nach einer Absage an der New York University, in der Ferne studieren zu gehen und schrieb sich am Royal Conservatoire of Scotland in Glasgow ein, um dort Schauspiel zu studieren.
In ihrem Abschlussjahr bewarb sie sich für eine Rolle in Star Wars: Das Erwachen der Macht (2015) und erhielt dort die Rolle als Ensign Goode. Kurz vorher hatte sie auch The King’s Daughter abgedreht, der allerdings erst 2022 erscheinen sollte. Eine weitere kleine Rolle hatte sie zwei Jahre später in Star Wars: Die letzten Jedi (2017).
2018 spielte sie in der BBC-Miniserie Tödlicher Irrtum mit. In der Agatha-Christie-Adaption spielte sie die Tochter Tina der Familie Argyll. Im Jahr darauf durfte sie mit Agatha and the Curse of Ishtar eine weitere Rolle in einem Film basierend auf einer Vorlage von Agatha Christie bekleiden. Im gleichen Jahr hatte sie eine Hauptrolle in der auf Jane Austens Sandition basierenden gleichnamigen Miniserie auf ITV. Darin spielt sie Georginia Lambs, den ersten und einzigen schwarzen Charakter, den Austen in ihren Büchern einführte.

## Filmografie
- 2015: Die Frau in Gold (Woman in Gold)
- 2015: Star Wars: Das Erwachen der Macht (Star Wars: The Force Awakens)
- 2016: Assassin’s Creed
- 2017: Star Wars: Die letzten Jedi (Star Wars: The Last Jedi)
- 2018: Tödlicher Irrtum (Ordeal by Innocence) (Miniserie)
- 2019: Black Mirror: Smithereens
- 2019: Agatha and the Curse of Ishtar (Fernsehfilm)
- seit 2019: Sandition (Fernsehserie)
- 2021: Die wundersame Welt des Louis Wain (The Electrical Life of Louis Wain)
- 2022: The King’s Daughter
- 2022: Empire of Light

## Theaterrollen
- 2014: The Gamblers
- 2017: A Woman of No Importance (Vaudeville Theatre)